# Taipei Times
The Taipei Times (chinesisch 台北時報 / 台北时报, Pinyin Táiběi Shíbào) ist eine der drei größten englischsprachigen Zeitungen in Taiwan. Die beiden anderen sind die Taiwan News und The China Post. Die Taipei Times wurde 1999 von Lin Rongsan gegründet und wird von der Liberty Times Group veröffentlicht, die ebenfalls die chinesische Zeitung Liberty Times herausgibt.
Im Gegensatz zur pan-blau ausgerichteten China Post ist die Taipei Times eher in die Richtung des pan-grünen Spektrums orientiert.
Zusammen mit Tageszeitungen wie The Guardian nimmt die Zeitung an dem von George Soros initiierten Project Syndicate teil. Die Taipei Times beinhaltet fast täglich Artikel von Schreibern des Guardian, einschließlich Berichten von Reisenden.
Im März 2005 führte die Taipei Times Webseite ein „Wikipedia feature“ für seine Onlineartikel ein. Indem man den als „wiki links“ markierten Verweisen folgte, konnte der Leser eine neue Version des Artikels aufrufen, in der auf Wikipedia-Seiten zu bestimmten im Artikel angeführten Themen verwiesen wurde.